# Malaysia i olympiska vinterspelen 2018
Malaysia deltog i de olympiska vinterspelen 2018 i Pyeongchang, Sydkorea, med en trupp på två atleter (två män) fördelat på två sporter.
Vid invigningsceremonin bars Malaysias flagga av konståkaren Julian Lee.